# Lăcrămioara Filip
Lăcrămioara Filip (Moldovan), (n. 4 aprilie 1973, Moinești, Bacău, România) este o fostă gimnastă română retrasă care a practicat  gimnastica artistică și gimnastica aerobică. Este medaliată cu medalia de argint în campionatul mondial pe echipe (gimnastică artistică) și medaliată cu aur european la evenimentul de grup (gimnastică aerobică). De asemenea, este cunoscută a fi prima gimnastă care a efectuat o demontare dublă în față de la barele inegale. În prezent este antrenor de gimnastică la Centrul Național Olimpic român din Deva unde antrenează echipa națională de juniori.

## Cariera de gimnastică artistică
A început să se antreneze pentru gimnastică artistică la Centrul Olimpic Național din Onești .  Debutul ei la un eveniment internațional a fost la întâlnirea din 1988 „Junior Friendship” (Druzhba), unde a ocupat locul doi cu echipa, locul cinci general și a doua pe boltă. În 1989 a fost membru al echipei care a caștigat medalia de argint la campionatele mondiale . Ceilalți membri ai echipei au fost Cristina Bontaș, Aurelia Dobre, Eugenia Popa, Gabriela Potorac și Daniela Silivaș . A ocupat locul 5 pe boltă și locul 28 general la Cupa Cottbus din 1990 și a câștigat bronzul în spatele Lavinia Miloșovici și Maria Neculiță la Internaționalul Românesc din 1991.  După 1991, s-a retras din gimnastica artistică. 

## Cariera de gimnastică aerobă
În anii de după pensionare, Lăcrămioara s-a transferat la gimnastică aerobă. S-a antrenat la clubul CS Farul Constanța cu antrenorul Maria Fumea. În 1999 ea a câștigat medalia de aur pentru evenimentul de grup la Campionatele Europene  și împreună cu partenerul ei Claudiu Moldovan s-a clasat pe locul patru la evenimentul cu pereche mixtă la campionatele mondiale.  A jucat și în spectacolul de divertisment Eros.  Printre colegii ei de la Eros s-au numărat Daniela Mărănduca, Izabela Lăcătuș, Cristian Claudiu Moldovan și Remus Nicolai . 

## Post pensionare
Lăcrămioara s-a căsătorit în 2001 cu colegul său de gimnastică aerobă si Eros, Cristian Claudiu Moldovan . Împreună au o fiică Teodora Paula (născută în 2004). În 2000, a devenit antrenor de gimnastică la Dinamo Club București . În prezent, ea antrenează împreună cu soțul ei la Centrul Olimpic Deva .  Printre numeroase gimnaste ea a antrenat-o pe tânăra Diana Chelaru, Diana Bulimar și Larisa Iordache. 